# Giuseppe Amisani
Giuseppe Amisani (n. 7 decembrie 1881, Mede, Lombardia, Regatul Italiei – d. 8 septembrie 1941, Portofino, Liguria, Italia) a fost un pictor italian de portret din perioada Belle Epoque.

## Viața
Amisani s-a născut la 7 decembrie 1881 în Piazza Mercato (acum Piazza Giuseppe Amisani) din comuna Mede di Lomellina, lângă Pavia, în Lombardia, nordul Italiei. A studiat la institutul tehnic din Pavia, unde a picat cursul de desen tehnic; a studiat apoi la Accademia di Brera din Milano sub conducerea Cesare Tallone și Vespasiano Bignami. A câștigat premiul Mylius al Academiei pentru pictura sa l'Eroe ("Eroul") în 1908, și în 1911 sau 1912 a câștigat premiul Fumagalli pentru pictură de persoane cu portretul Lydei Borelli. De atunci s-a concentrat aproape exclusiv pe portret; peisajele sale din Alpii italieni, din Rodos și din Tunisia au stârnit, de asemenea, interes.
Amisani a fost celebru pe plan internațional în vremea sa. A petrecut mai mulți ani în Argentina și Brazilia și a călătorit, de asemenea, în Anglia, Franța, Africa de Nord și în Statele Unite.
A murit la Portofino la 8 septembrie 1941.

## Lucrări

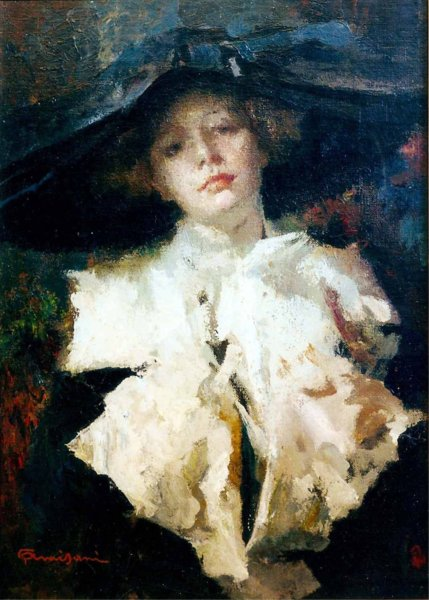
Giuseppe Amisani, Portretul Lydei Borelli, c. 1910

Multe dintre portretele lui Amisani sunt de femei. Printre acestea se numără La Teletta, în Galleria d'Arte Moderna din Milano;  Ritratto di Lyda Borelli, în Muzeul de Artă din São Paulo, Brazilia; și Signora in grigio, portretul actriței Maria Melato, aflat acum în Musei Civici di Monza.
Amisani a expus la cea de-a douăsprezecea Esposizione Internazionale d'Arte della Città di Venezia (cunoscută mai târziu sub numele de Biennale di Venezia) în 1920. 
În 1924, la apogeul carierei sale, a fost invitat în Egipt pentru a executa decorațiuni la Ras al-Tin, palatul regal al lui Fuad I al Egiptului. În timp ce se afla acolo a pictat un portret al lui Farouk, pe atunci un copil mic. În 1926, Amisani a fost însărcinat de editorii L'Illustrazione Italiana pentru a picta peisaje în Rodos. În anul următor a expus la Londra peisaje nord-africane.
Un autoportret a fost prezentat la cea de-a șaptesprezecea Esposizione Internazionale d'Arte din Veneția în 1930, iar mai târziu a fost cumpărat de Galleria degli Uffizi, Florența. Alte lucrări se află în muzee din Bari, Piacenza, și Lima, Peru.

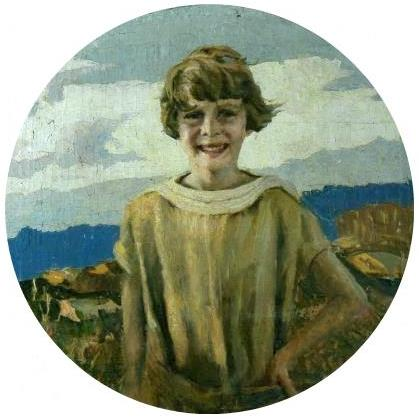
Ritratto del Re d'Egitto Farouk bambino
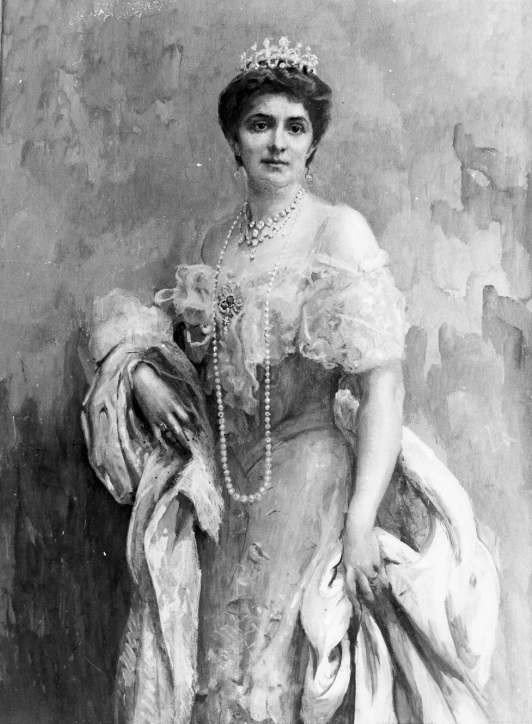
Regina d'Italia Elena, Palazzo della Farnesina, Ministero Italiano degli Esteri
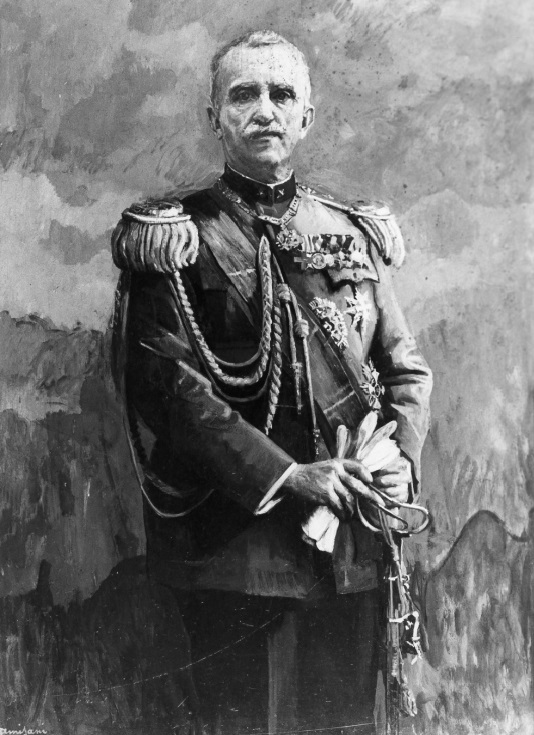
Re d'Italia Vittorio Emanuele III, Palazzo della Farnesina, Ministero Italiano degli Esteri
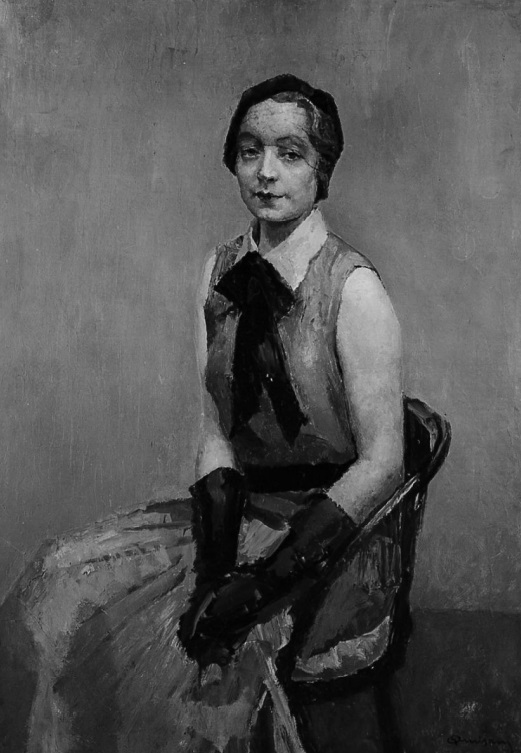
Ritratto di Caterina, Museo degli Uffizi, Palazzo Pitti, Firenze
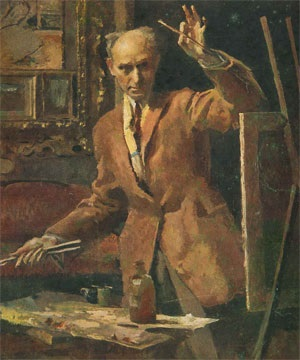
Autoritratto, Museo degli Uffizi, Palazzo Pitti, Firenze
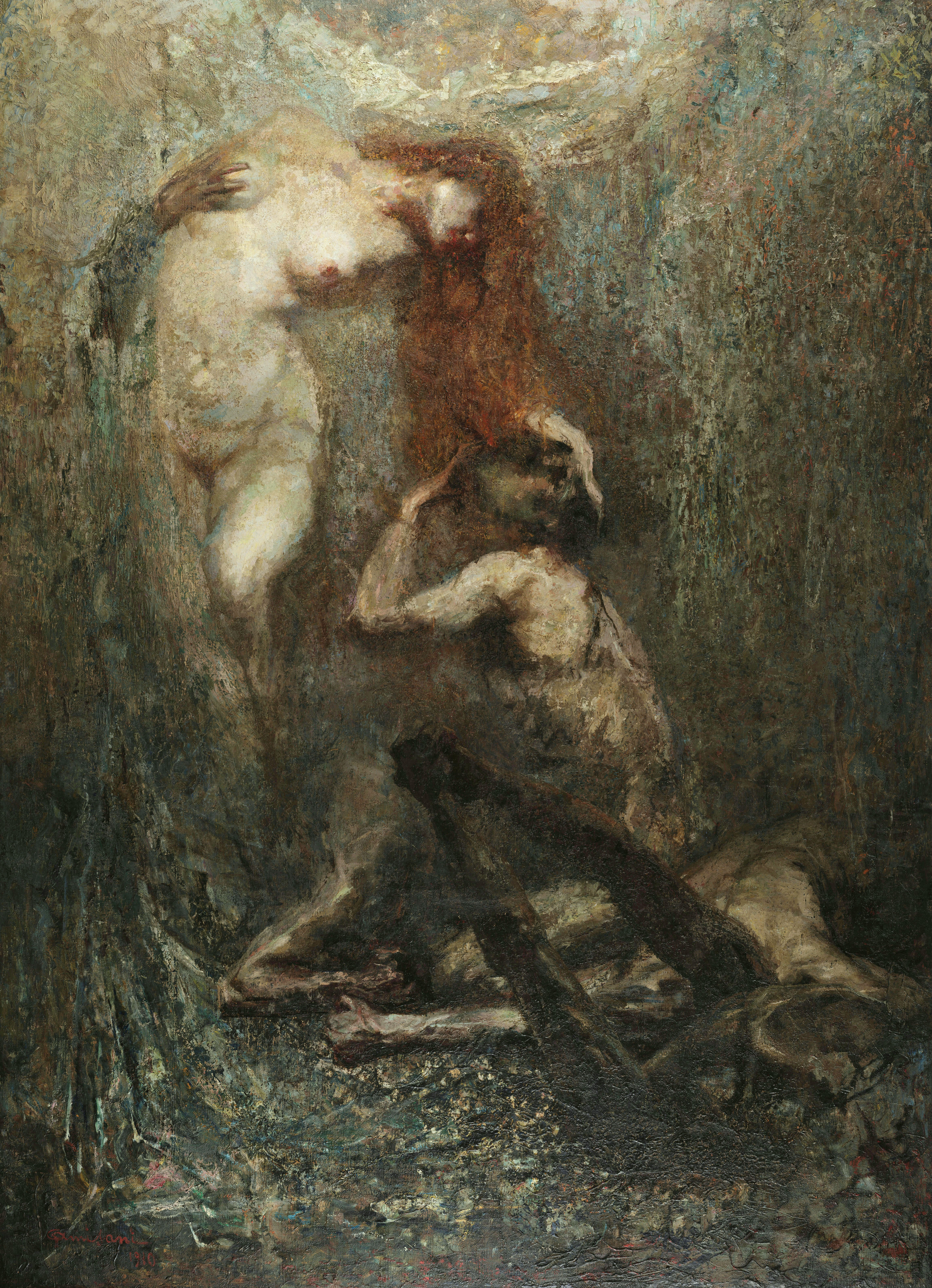
La Culla Tragica, Pinacoteca do Estado de São Paulo, Brasile
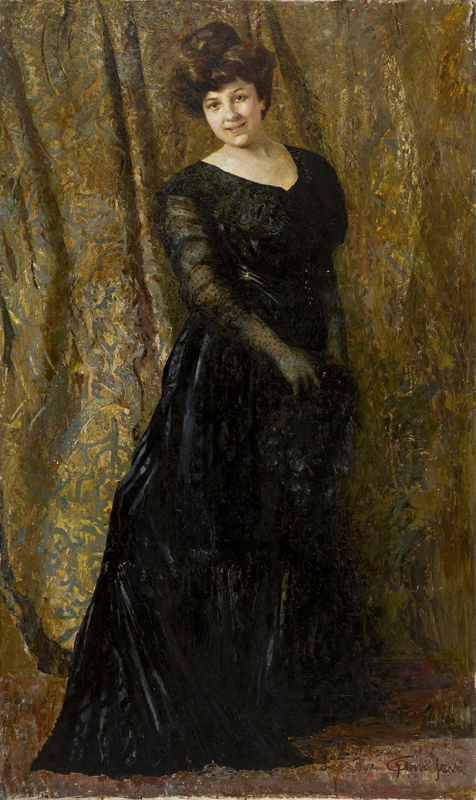
Signora in piedi, Pinacoteca do Estado de São Paulo, Brasile

## Primire
Amisani a fost o figură importantă în timpul vieții sale, deși este aproape complet uitat astăzi – numele său nu este inclus în principalele lucrări de referință din secolul al XXI-lea.  A fost un apropiat al lui Umberto Boccioni și al lui Pablo Picasso, dar a ignorat complet curente precum futurismul și cubismul care au schimbat fața artei plastice în secolul al XX-lea, preferând să satisfacă gusturile clienților săi, care erau nobili, bogați și faimoși ai vremii sale. Reputația lui era dată de eleganță și de culorile proaspete ale paletei sale. O expoziție retrospectivă a lucrării sale la Castello Sforzesco din Vigevano din provincia Pavia în 2008 a fost prima care i-a fost dedicată în ultimii cincizeci de ani.

## Piața de artă
Giuseppe Amisani a fost recunoscut ca unul dintre cei mai importanți artiști ai timpului său la nivel internațional. În prezent, o pictură în ulei pe carton de Amisani este adesea vândută între 15.000 și 80.000  de euro, însă unele galerii de artă expun și lucrările sale pentru până la 15 milioane de euro. 
Cele mai prețioase și căutate opere ale lui Giuseppe Amisani sunt portretele de femei.

## Expoziții
Expozițiile lucrării lui Amisani au inclus:
- Galleria Pesaro, Milano, 1923. [23]
- Egipt, Alger și portrete de Giuseppe Amisani, Arlington Gallery, Bond Street, Londra, 1927. [14]
- XVII Esposizione Internazionale d'Arte, Veneția, 1930. [16]
- Giuseppe Amisani, Il pittore dei Re, Castello Sforzesco, Vigevano, Pavia, Italia, 2008. [20]
- Rirì la sciantosa e le alte. Ritratti di donne nella pittura di Giuseppe Amisani (1879–1941), Galleria Civica di Bari, 2012. [17]

## Galerie

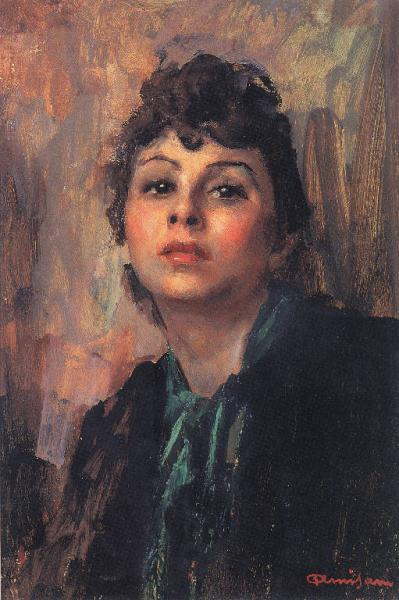
La Modella, circa. 1910
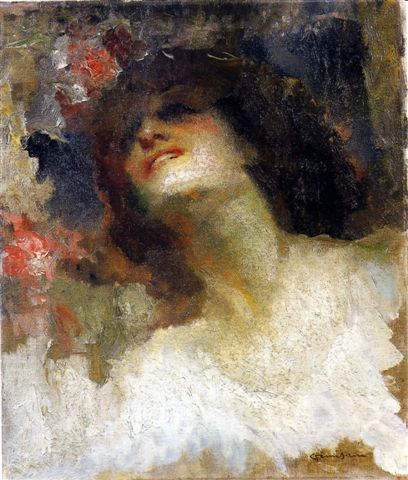
Ritratto di donna
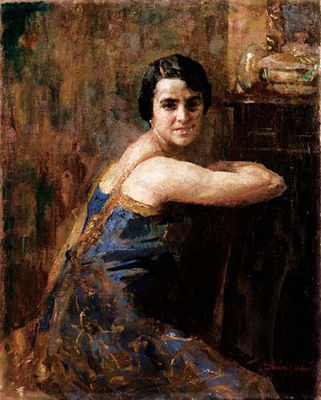
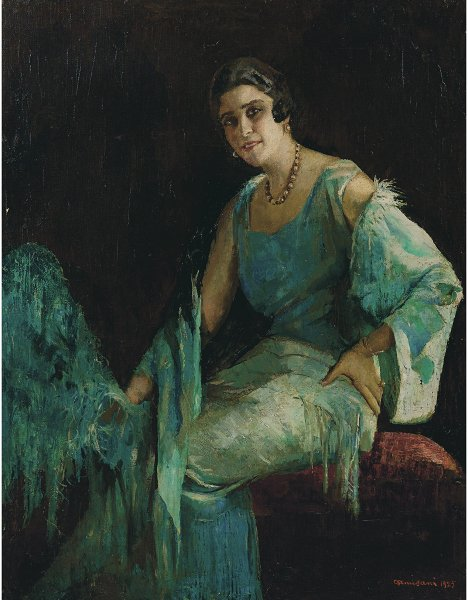
Vera Vergani
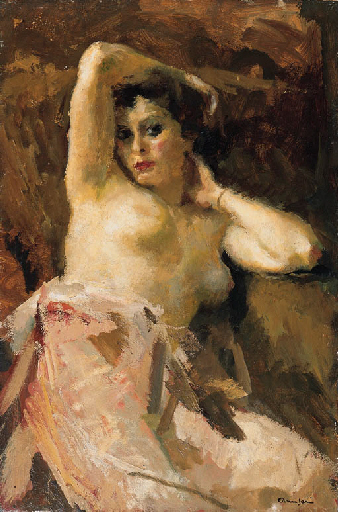
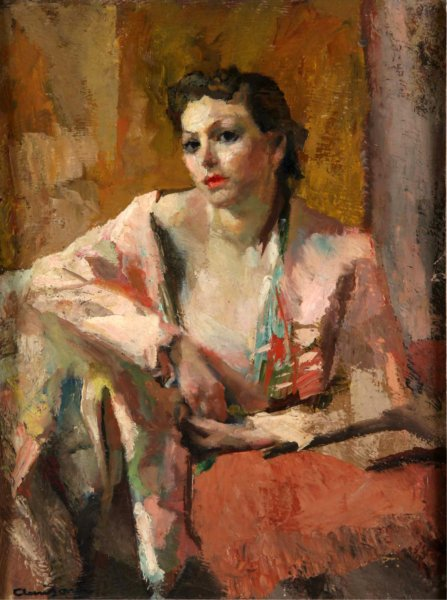
Riri in rosa
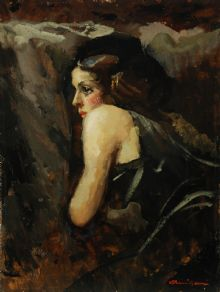
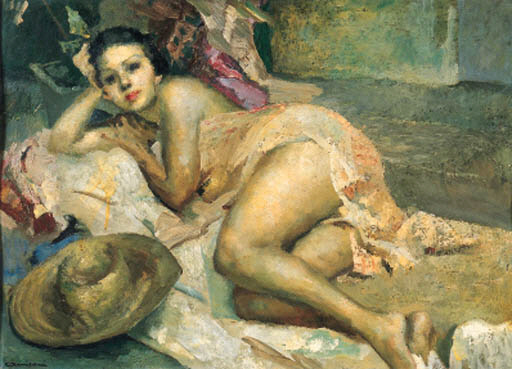